# بدن مدرک
بدنِ مدرک (انگلیسی: Body of Proof) یک مجموعه تلویزیونی آمریکایی در ژانر کمدی درام پزشکی/جنایی است که از ۲۹ مارس ۲۰۱۱ تا ۲۸ مه ۲۰۱۳ از شبکه ای‌بی‌سی پخش شد. دینا دلانی در این مجموعه در نقش دکتر مگان هانت، پزشک قانونی، ایفای نقش کرد. این مجموعه توسط کریستوفر مورفی ساخته شده و تولید آن را ای‌بی‌سی استودیوز بر عهده داشتند. در ۱۰ مه ۲۰۱۳، شبکه ای‌بی‌سی پس از سه فصل، پخش این مجموعه را لغو کرد.